# Huus van de Taol
Het Huus van de Taol is een op 1 maart 2007 opgerichte en door de provincie Drenthe gesubsidieerde stichting voor het stimuleren van het gebruik van het Drents, de in Drenthe gesproken varianten van het Nedersaksisch.

## Herkomst
In het Huus van de Taol heeft een aantal organisaties zich verenigd: het centrum veur taol en letterkunde Stichting Drentse Taol (opgericht in 1987), het maondblad in de Drentse taol Oeze Volk (opgericht in 1956) en de uitgeverij Stichting Het Drentse Boek (opgericht in 1980). Bij Het Drentse Boek was al het Drents letterkundig tiedschrift Roet (opgericht in 1979) ondergebracht. Het Huus van de Taol heeft in maart 2008 (een jaar na de formele oprichting) de deuren geopend in Beilen.

## Doel

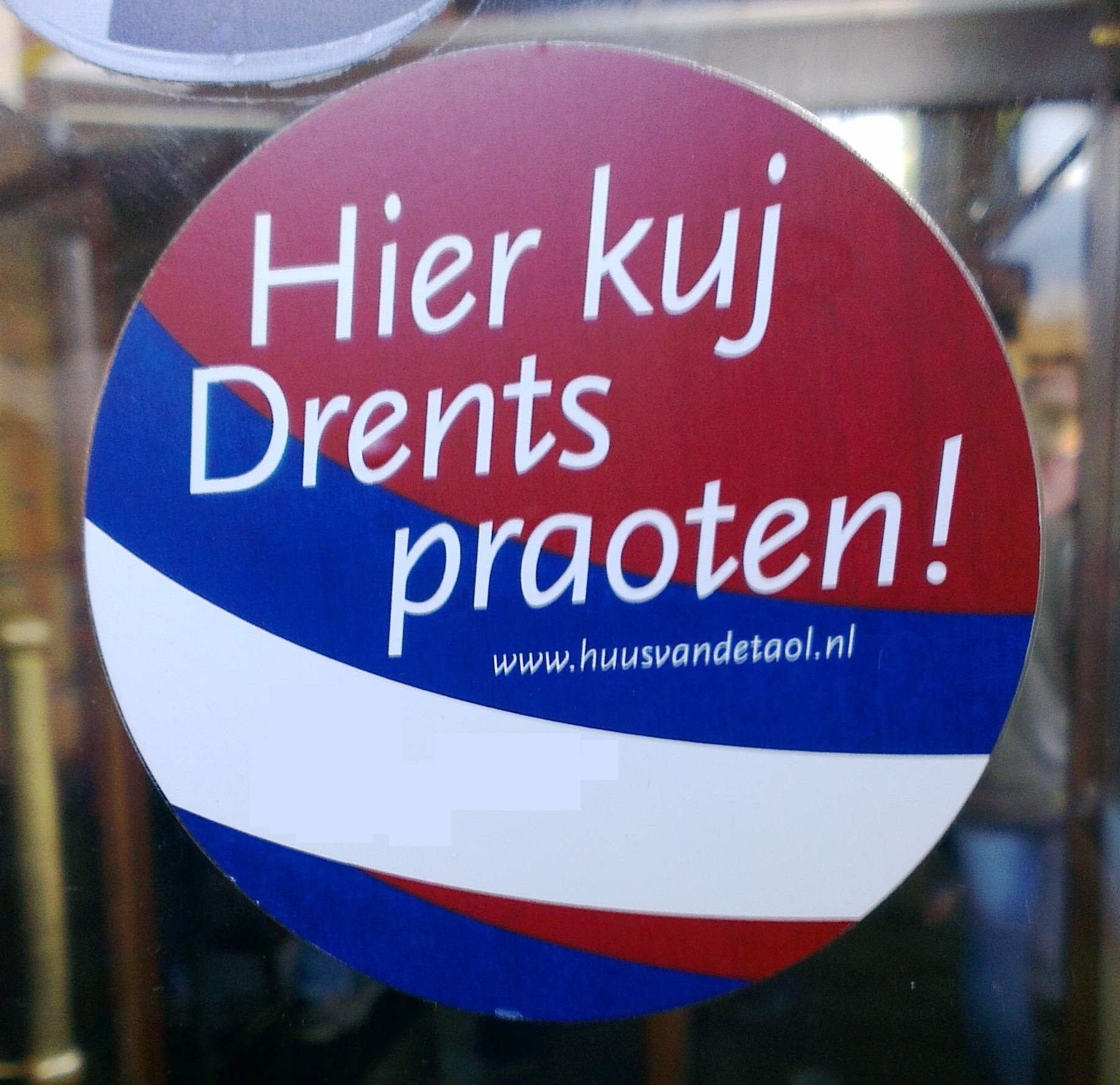
Sticker bij de deur van Café d' Aole Kroeg in Schoonebeek: Hier kuj Drents praoten!

De stichting wil de Drentse streektaal als toegevoegde waarde, taalschat en erfgoed een plek in de Drentse samenleving geven.

## Werkzaamheden
In opdracht van de provincie Drenthe zet het Huus van de Taol zich in om de Drentse streektaal als toegevoegde waarde, taalschat en cultureel erfgoed een plek in de Drentse samenleving te geven. Het beleid en de werkzaamheden van de stichting zijn een afgeleide van het Programma van Eisen dat de provincie opgesteld heeft. Deze eisen zijn op het nieuwe provinciale cultuurbeleid gebaseerd, zoals dat in de cultuurnota Cultuur om te delen voor de jaren 2021-2024 staat.
De werkzaamheden van het Huus van de Taol zijn te verdelen over een vijftal werkvelden:
- Taalpromotie
- Literatuur
- Op de planken (muziek & toneel)
- Onderwijs
- Wetenschap